# Сузакский район (Джалал-Абадская область)
Сузакский район (кирг. Сузак району, рус. район Сузак) — административная единица Джалал-Абадской области Кыргызстана. Административный центр — село Сузак.

## География
Район расположен в долине реки Кугарт, на юго-западе области на границе с Ошской областью Кыргызстана и Андижанской областью Узбекистана.

## История
26 ноября 1959 года к Сузакскому району был присоединён Октябрьский район.

## Население
По данным переписи населения Кыргызстана 2009 года, киргизы составляют 147 662 человека из 241 198 жителей района (или 61,2 %), узбеки — 83 551 человек или 34,6 %, турки — 4654 человека или 1,9 %, курды — 1561 человек или 0,6 %, русские — 1061 человек или 0,4 %, азербайджанцы — 875 человек или 0,4 %, уйгуры — 410 человек или 0,2 %, татары — 361 человек или 0,2 %.

## Административно-территориальное деление
В состав Сузакского района входят 13 аильных (сельских) округов, в которых расположены 130 сельских населённых пунктов:
1. Багышский аильный округ — с. Октябрьское (центр), Багыш, Беш-Бала, Кедей-Арык, Кызыл-Туу, Сары-Булак, Сафаровка;
2. Барпынский — с. Комсомол (центр), Ачы, Боз-Чычкан, Беш-Мойнок, Джаны-Айыл, Джар-Кыштак, Дёбёй, Канды, Мин-Орюк, Маркай, Пригородный, Сай, Теолес, Таштак, Тюрк-Маала, Ульгю, Ченгет-Сай, Чёкё-Дёбё, Чокмор;
3. Кара-Алминский аильный округ — с. Кара-Алма (центр), Орток, Туура-Джангак, Урумбаш;
4. Кара-Дарыянский аильный округ — с. Арал (центр), Тёш, Чангыр-Таш;
5. Когартский аильный округ — с. Михайловка, Комсомол, Подгорное, Уч-Малай;
6. Курманбекский аильный округ — с. Таран-Базар (центр), Джон-Кунгей (до 8.9.2003 — Архангельское)[5], Калмак-Кырчын, Канджыга, Кара-Чолок, Сары-Булак, Саты, Урумбаш;
7. Кыз-Кельский аильный округ — с. Карамарт (центр), Ак-Булак, Ак-Тоок, Джаны-Арык, Джылан-Темир, Каду, Кара-Булак, Катранкы, Кашка-Терек, Кыз-Кёль, Кызыл-Кия, Сары-Булак;
8. Кызыл-Тууский аильный округ — с. Бостон (центр), Ак-Булак, Ак-Терек, Акчалуу, Алмалуу-Булак, Кара-Инген, Кара-Кёль, Кызыл-Сенир, Орто-Азия, Соку-Таш, Ак-Баш, Шатрак, Жаны-Ачы, Кашка-Суу, Жашасын-2, Алчалуу, Кызыл-Алма, Талаа-Булак, Таштак, Мундуз;
9. Ленинский аильный округ — с. Ленинское (центр), Орто-Сай, Жыгач-Коргон;
10. Сайпидин-Атабековский аильный округ — с. Бек-Абад (центр), Балта-Казы, Бекей, Бостон, Джаны-Джер, Джийде, Кайнар, Кара-Джыгач, Кашкар-Маала, Кызыл-Багыш, Кыргыз-Абад, Мундуз, Найман, Таш-Булак, Тюрк-Абад, Узбек-Абад, Чек, Ширин;
11. Сузакский аильный округ — с. Сузак (центр), Арал, Благовещенка, Джаны-Дыйкан, Достук, Камыш-Башы, Кыр-Джол, Садда;
12. Таш-Булакский аильный округ — с. Таш-Булак (центр), Арал, Гюльстан, Димитровка, Доскана, Эшме, Жаны-Арал, Ирригатор, Теплица, Чолок-Терек, Ынтымак;
13. Ырысский аильный округ — с. Кюмюш-Азиз (центр), Арал-Сай, Джар-Кыштак, Дёмёр, Кайнар, Кургак-Кёль, Кыр-Джол, Ладан-Кара, Масадан, Сасык-Булак, Тотия, Чымчык-Джар, Ырыс.